# Pat Oliphant
Patrick B. Oliphant (né le 24 juillet 1935 à Adélaïde) est un dessinateur de presse australien-américain. Dessinateur attitré de l'Adelaide Advertiser, il s'installe en 1964 aux États-Unis pour travailler au Denver Post, auquel il collabore toujours en 2014.

## Prix et récompenses
- 1967 : Prix Pulitzer du dessin de presse pour They Won't Get Us To The Conference Table... Will They? (1er février 1966)
- 1969 : Prix Reuben pour ses dessins de presse
- 1972 : Prix de la National Cartoonists Society du dessin de presse
- 1973 : Prix Reuben pour ses dessins de presse
- 1974-75 : Prix de la NCS du dessin de presse
- 1985 : Prix de la NCS du dessin de presse
- 1990-92 : Prix de la NCS du dessin de presse